# 유아독존 (1989년 영화)
"유아독존"(Self-Complacency)은 한국에서 제작된 임정수 감독의 1989년 드라마, 액션 영화이다. 혜영홍 등이 주연으로 출연하였고 우상원 등이 제작에 참여하였다.

## 출연

### 주연
- 혜영홍
- 장일도

### 조연
- 성미진
- 이진숙
- 김기종
- 모사성
- 두계화
- 백영
- 강룡

## 기타
- 조명: 마소위
- 녹음: 유창국
- 현상: 세방현상소